# Naitō (Klan)

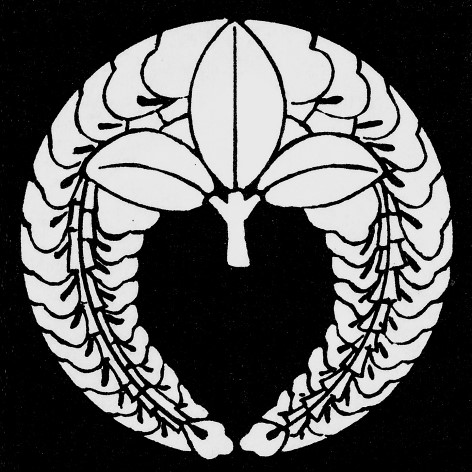
Wappen der Naitō (Hängender Blauregen)

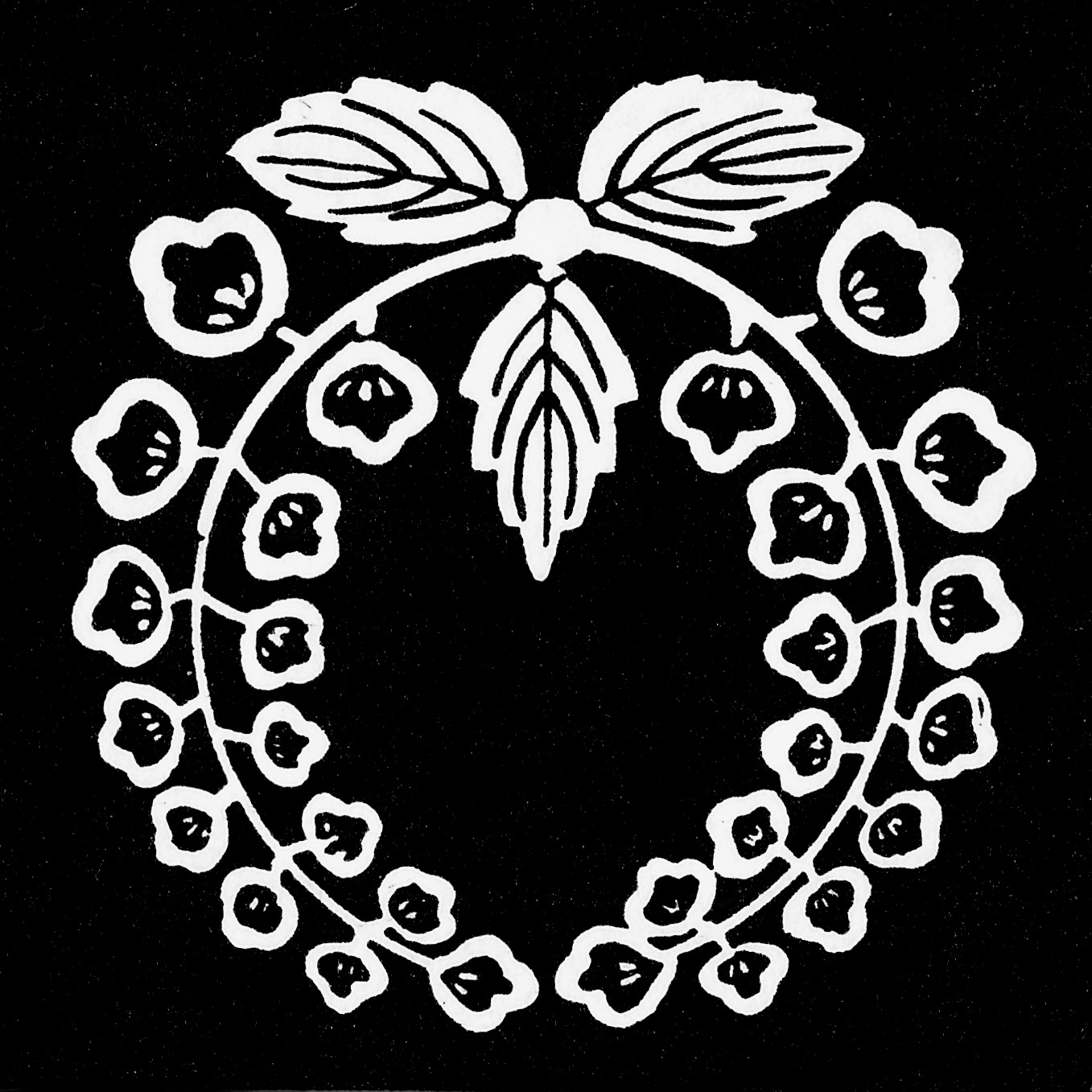
Wappen der Murakami-Naitō (sog. Felsboot-Blauregen)

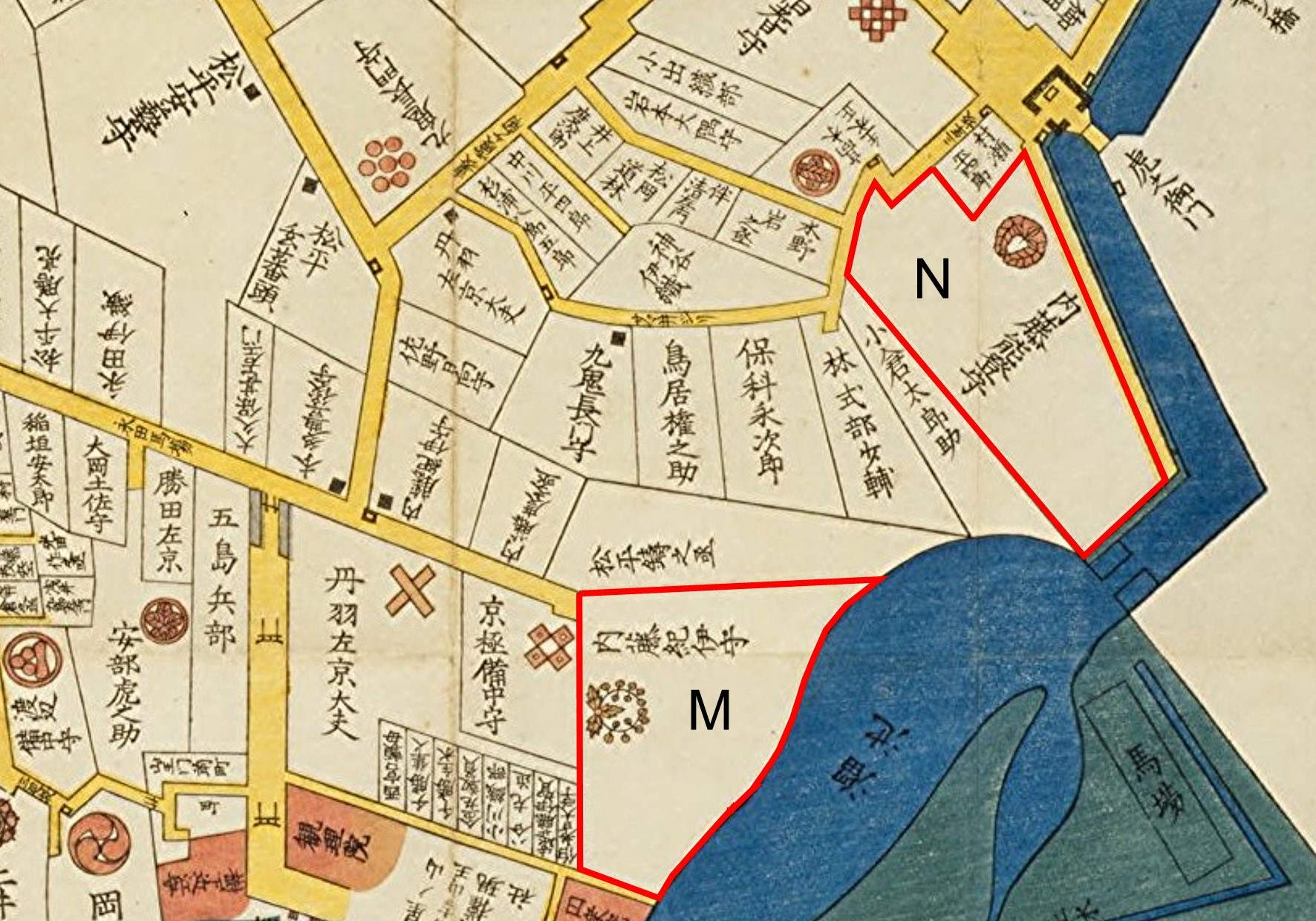
Naitō-Residenzen in Edo
M=Murakami, N=Nobeoka (Nähe Toranomon)

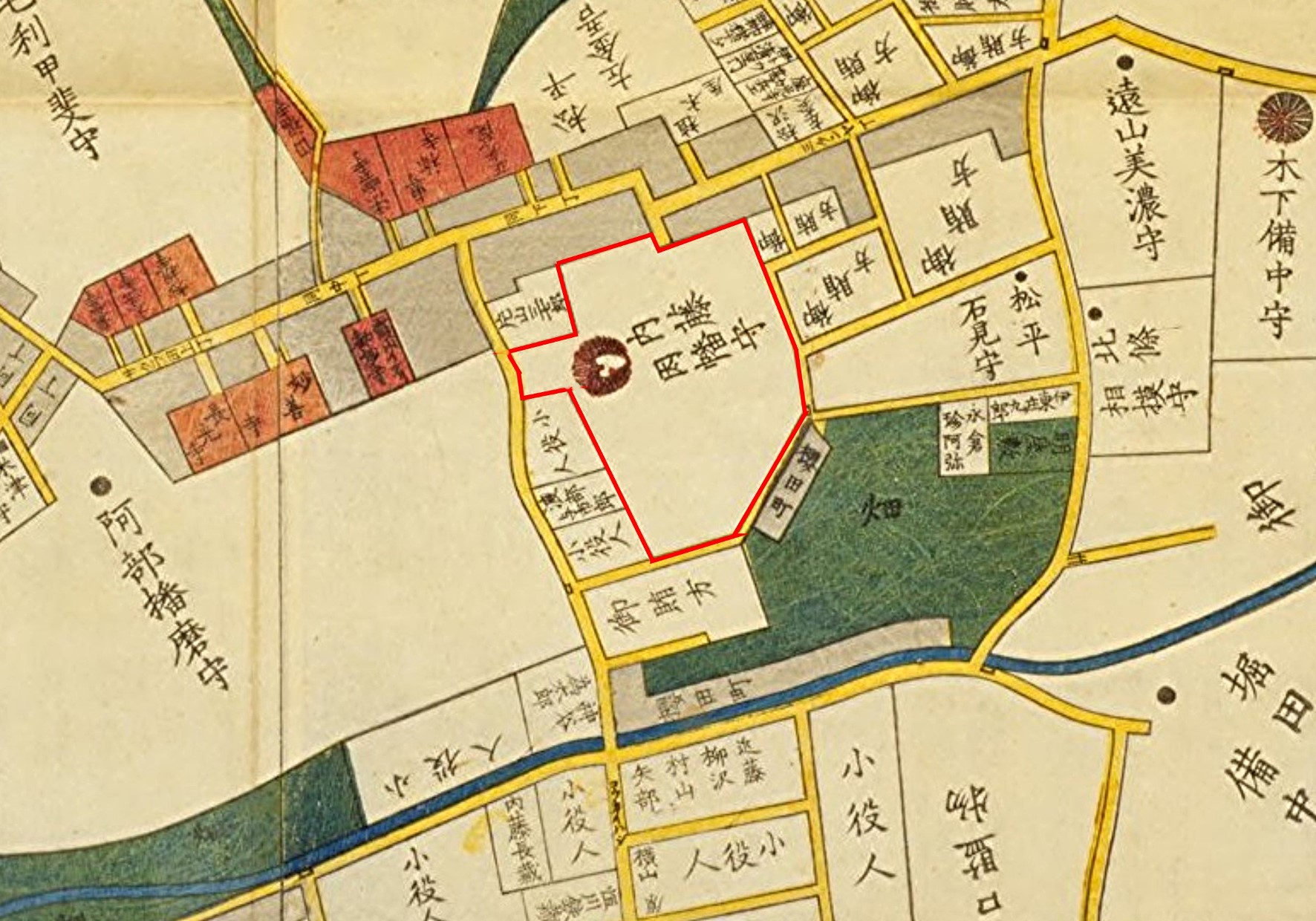
Residenz Yunagaya-Naitō in Edo

Die Naitō (japanisch 内藤氏, Naitō-shi) waren eine verzweigte Familie des japanischen Schwertadels (Buke), die sich Fujiwara no Hidesato ableitete. Mit einem Einkommen von 70.000 Koku gehörten die in Nobeoka (Präfektur Miyazaki) residierenden Naitō zu den größeren Fudai-Daimyō der Edo-Zeit.

## Genealogie

### Mikawa-Linie
Naitō Yoshikiyo (内藤義清, 1463–1537) war ein Vasall der Anjō-Matsudaira in der Provinz Mikawa und hatte zwei Söhne, Kiyonaga (清長, 1501–1564) und Tadasato (忠郷). Kiyonaga seinerseits hatte zwei Erben:
- - Ienaga (家長; 1546–1600), sein Sohn, begründete den Hauptzweig. Er diente Tokugawa Ieyasu, der ihm 1590 die Domäne Sanuki (Provinz Kazusa)[Anm. 2] mit 20.000 Koku Mit der Verteidigung der Burg Fushimi beauftragt, tötete  er sich, statt sich zu unterwerfen. – Sein Sohn Masanaga (政長, 1568–1634) bewährte sich 1615 bei der Belagerung von Ōsaka, wonach sein Einkommen auf 50.000 Koku erhöht wurde. 1622 wurde er nach Taira (Mutsu)[Anm. 3] mit 70.000 Koku versetzt, 1747 schließlich nach Nobeoka (Provinz Hyūga). Dort residierten die Naitō bis 1868. Letzter Daimyō war Masataka (政挙; 1852–1927), nach Vizegraf.
    - Ein Sohn Masanagas, Masaharu (政晴), begründete 1628 einen Nebenzweig in Izumi (Mutsu)[Anm. 3], ab 1702 in Annaka (Kōzuke) und dann von 1748 bis 1868 in Koromo (Mikawa)[Anm. 4] mit 20.000 Koku. Danach Vizegraf.
    - Ein Enkel Masanagas, (Tōyama) Masasuke (遠山政亮, 1625–1693), begründete 1670 einen Nebenzweig, der in einem Festen Haus (jinya) in Yunagaya[Anm. 3] (Mutsu) mit 14.000 Koku residierte. Nach 1868 Vizegraf.

  - Nobunari (信成, 1545–1612), Sohn von Tokugawa Hidetada und Stiefbruder von Ieyasu, wurde von Kiyonaga adoptiert. Er diente Ieyasu und erhielt 1590 Nirayama (Izu)[Anm. 5], das vorher den Hōjō gehört hatte, mit 10.000 Koku. 1601 wurde er nach Fuchū (Suruga)[Anm. 6] mit 30.000 Koku versetzt, 1606  nach Nagahama (Ōmi) mit 50.000 Koku. Danach lebte seine Familie ab 1628 in Tanakura (Mutsu), 1705 in Tanaka (Suruga) und dann von 1720 bis 1868 in Murakami (Echigo) mit 50.000 Koku. Danach Vizegraf.
- Tadamasa (忠政), ein Sohn Tadasatos, begründete weitere Zweige:
  - Ein Zweig residierte ab 1626 in Sano (Shimotsuke), ab 1634 in Toba (Shima). Tadakatsu (忠勝, 1655–1680), der im Zōjō-ji Nagai Naonaga getötet hatte, musste 1680 Seppuku begehen. Damit erlosch dieser Zweig.
  - Ein weiterer Zweig residierte von 1691 bis 1868 in Takatō (Shinano)[Anm. 7] mit 33.000.[Anm. 8] Danach Vizegraf.
  - Ein dritter Zweig residierte von 1693 bis 1868 in Iwamurata (Shinano)[Anm. 9] mit 15.000 Koku. Danach Vizegraf.

### Tamba-Linie
In der Provinz Tamba diente ein weiterer Zweig der Naitō-Familie als Shugodai den Hosokawa. Diese hatte seinen Sitz auf Burg von Yagi Hervorzuheben ist hier Naitō Tadatoshi (忠俊; † 1626) der dem christlichen Daimyō Konishi Yukinaga während des Invasion Koreas diente, 1565 von dem Missionar Luís Fróis getauft wurde und die Namen Joan (如安, von Portugiesisch João) annahm, sowie seine Schwester (ca. 1566–1627), die Superiorin der Nonnengemeinde wurde, bis beide schließlich mit den Anti-Christen-Edikt von 1614 nach Manila verbannt wurden, womit diese Familienlinie an Bedeutung verlor.